# 박혜진 (1995년)

박혜진 1995 10 03는 대한민국의 방송인의 리포터이다.

## 학력
- 서일고등학교 서산시
- 성신여자대학교 법과대학 법학과

## 경력
- KBS창원방송총국 리포터

## 방송 출연
- kbc 시장의품격 리포터
- 6시 내고향 창원리포터 및 출연